# رودولف فيتلاسيل
رودولف فيتلاسيل (بالألمانية: Rudolf Vytlačil)‏، من مواليد 9 فبراير 1912 وتوفي في 1 يونيو 1977، مدرب كرة قدم نمساوي تشيكوسلوفاكي سابق.
درب منتخب تشيكوسلوفاكيا لكرة القدم في كأس الأمم الأوروبية لكرة القدم 1960، وفي بطولة كأس العالم لكرة القدم 1962 حيث حصلوا على المركز الثاني، ودرب منتخب بلغاريا لكرة القدم في بطولة كأس العالم لكرة القدم 1966.

## وصلات خارجية
- رودولف فيتلاسيل على موقع الاتحاد التشيكي (الإنجليزية)
- رودولف فيتلاسيل على موقع قاعدة بيانات كرة القدم.إي يو (الإنجليزية)
- رودولف فيتلاسيل على موقع بيانات كرة القدم. دي إي (الألمانية)
- رودولف فيتلاسيل على موقع ناشيونال فوتبول تيمز (الإنجليزية)
- رودولف فيتلاسيل على موقع Soccerway.com (الإنجليزية)
- رودولف فيتلاسيل على موقع عالم كرة القدم.نت (الإنجليزية)
- رودولف فيتلاسيل على موقع أوليمبيديا (الإنجليزية)